# Dorylaimellus parvulus
Dorylaimellus parvulus är en rundmaskart som beskrevs av Robert Folger Thorne 1964. Dorylaimellus parvulus ingår i släktet Dorylaimellus och familjen Dorylaimidae. Inga underarter finns listade i Catalogue of Life.